# Asparuhovo, Burgas
Asparuhovo (în bulgară Аспарухово) este un sat în comuna Karnobat, regiunea Burgas,  Bulgaria. 

## Demografie
Componența etnică a satului Asparuhovo
     Bulgari (97,66%)
     Nicio identificare (2,33%)
     Altele (0%)
La recensământul din 2011, populația satului Asparuhovo era de 171 locuitori. Din punct de vedere etnic, majoritatea locuitorilor (97,66%) erau bulgari. Pentru 2,33% din locuitori nu este cunoscută apartenența etnică.